# Vilatge de Noufonts
El Vilatge de Noufonts és un despoblat antic del terme del Pont de Suert, dins de l'antic municipi de Llesp, pertanyent a l'Alta Ribagorça. És al davant i a llevant del poble de Castilló de Tor, però bastant més elevat.
Per arribar-hi, des del Pont de Suert cal seguir la pista que mena a Gotarta i Igüerri pel barranc de Raons (també s'hi pot anar des de Malpàs o des de la Vall de Boí, passant per Irgo i Iran). Un cop a la cruïlla d'Igüerri, al sud-oest d'aquest poble, cal continuar a peu cap al nord-oest, anant a cercar la vora esquerra del barranc de Font Palleró després de passar per la Planella de les Ramades, el Pilaret de Sant Pere Màrtir i la Collada de Puio (fins on es pot arribar en vehicle tot terreny). Des d'aquest lloc cal continuar cap al nord-oest, baixant cap al Tossal de Fontpalleró per l'Obac d'Igüerri, i anar a buscar els prats de Noufonts, que són al nord-oest de l'obac que s'acaba d'esmentar. Des de l'extrem nord d'aquests prats, cap anar a buscar el Tossal de Fontpalleró, on hi ha les restes d'aquest vilatge.
Al vessant sud d'aquest turó hi ha les restes d'aquest vilatge, entre les quals destaca l'estructura que corona el tossal, que ben bé podria ser una construcció defensiva, com una torre de guaita, per exemple.
Caldria una bona campanya arqueològica per netejar el terreny, resseguir totes les restes i fer-ne una interpretació acurada.